# Marc Polmans
Marc Polmans (nació el 2 de mayo de 1997) es un jugador de tenis Australia de origen sudafricano. Polmans ganó el título de Abierto de Australia 2015 júnior con su compatriota australiano Jake Delaney, derrotar Hubert Hurkacz y Alex Molčan en la final, 0-6, 6-2, [10-8]. Llegó a las semifinales del Abierto de Australia 2017 en dobles con Andrew Whittington.

## Títulos Challenger
| Leyenda               | Individuales | Dobles |
| --------------------- | ------------ | ------ |
| ATP Challenger Series | 3            | 8      |

### Individual (3)
| N.º | Fecha      | Torneo                     | Superficie | Oponentes        | Resultado        |
| --- | ---------- | -------------------------- | ---------- | ---------------- | ---------------- |
| 1.  | 11.02.2018 | Challenger de Launceston   | Dura       | Bradley Mousley  | 6-2, 6-2         |
| 2.  | 24.03.2019 | Challenger de Zhangjiagang | Dura       | Lorenzo Giustino | 6-4, 4-6, 7-6(4) |
| 3.  | 27.10.2019 | Challenger de Traralgon    | Dura       | Andrew Harris    | 7-5, 6-3         |

#### Finalista (4)
| N.º | Fecha      | Torneo                    | Superficie    | Oponentes       | Resultado     |
| --- | ---------- | ------------------------- | ------------- | --------------- | ------------- |
| 1.  | 05.11.2016 | Challenger de Canberra    | Dura          | James Duckworth | 5-7, 3-6      |
| 2.  | 28.04.2018 | Challenger de Tallahassee | Tierra batida | Noah Rubin      | 2-6, 6-3, 4-6 |
| 3.  | 07.10.2018 | Challenger de Stockton    | Dura          | Lloyd Harris    | 2-6, 2-6      |
| 4.  | 22.09.2019 | Challenger de Kaohsiung   | Dura          | John Millman    | 4-6, 2-6      |

### Dobles (8)
| N.º | Fecha      | Torneos                  | Superficie    | Pareja            | Oponentes                        | Resultado            |
| --- | ---------- | ------------------------ | ------------- | ----------------- | -------------------------------- | -------------------- |
| 1.  | 28.10.2018 | Challenger de Traralgon  | Dura          | Jeremy Beale      | Max Purcell Luke Saville         | 6-2, 6-4             |
| 2.  | 21.07.2019 | Challenger de Gatineau   | Dura          | Alex Lawson       | Dennis Novikov Hans Hach Verdugo | 6-4, 3-6, [10-7]     |
| 3.  | 20.10.2019 | Challenger de Ningbo     | Dura          | Andrew Harris     | Alex Bolt Matt Reid              | 6-0, 6-1             |
| 4.  | 01.05.2021 | Challenger de Ostrava    | Tierra batida | Sergiy Stakhovsky | Andrew Paulson Patrik Rikl       | 7-6(4), 3-6, [10-7]  |
| 5.  | 08.05.2021 | Challenger de Praga-2    | Tierra batida | Sergiy Stakhovsky | Ivan Sabanov Matej Sabanov       | 6-3, 6-4             |
| 6.  | 19.06.2021 | Challenger de Nottingham | Césped        | Matt Reid         | Benjamin Bonzi Patrik Rikl       | 6-4, 4-6, [10-7]     |
| 7.  | 22.10.2022 | Challenger de Busan      | Dura          | Max Purcell       | Nam Ji-sung Song Min-kyu         | 6-7(5), 6-2, [12-10] |
| 8.  | 04.02.2023 | Challenger de Burnie     | Dura          | Max Purcell       | Luke Saville Tristan Schoolkate  | 7-6(4), 6-4          |

#### Finalista (1)
| N.º | Fecha      | Torneos                   | Superficie    | Pareja       | Oponentes                    | Resultado         |
| --- | ---------- | ------------------------- | ------------- | ------------ | ---------------------------- | ----------------- |
| 1.  | 30.04.2016 | Challenger de Tallahassee | Tierra batida | Peter Luczak | Dennis Novikov Julio Peralta | 6-3, 4-6, [10-12] |